# Avraham Joffe

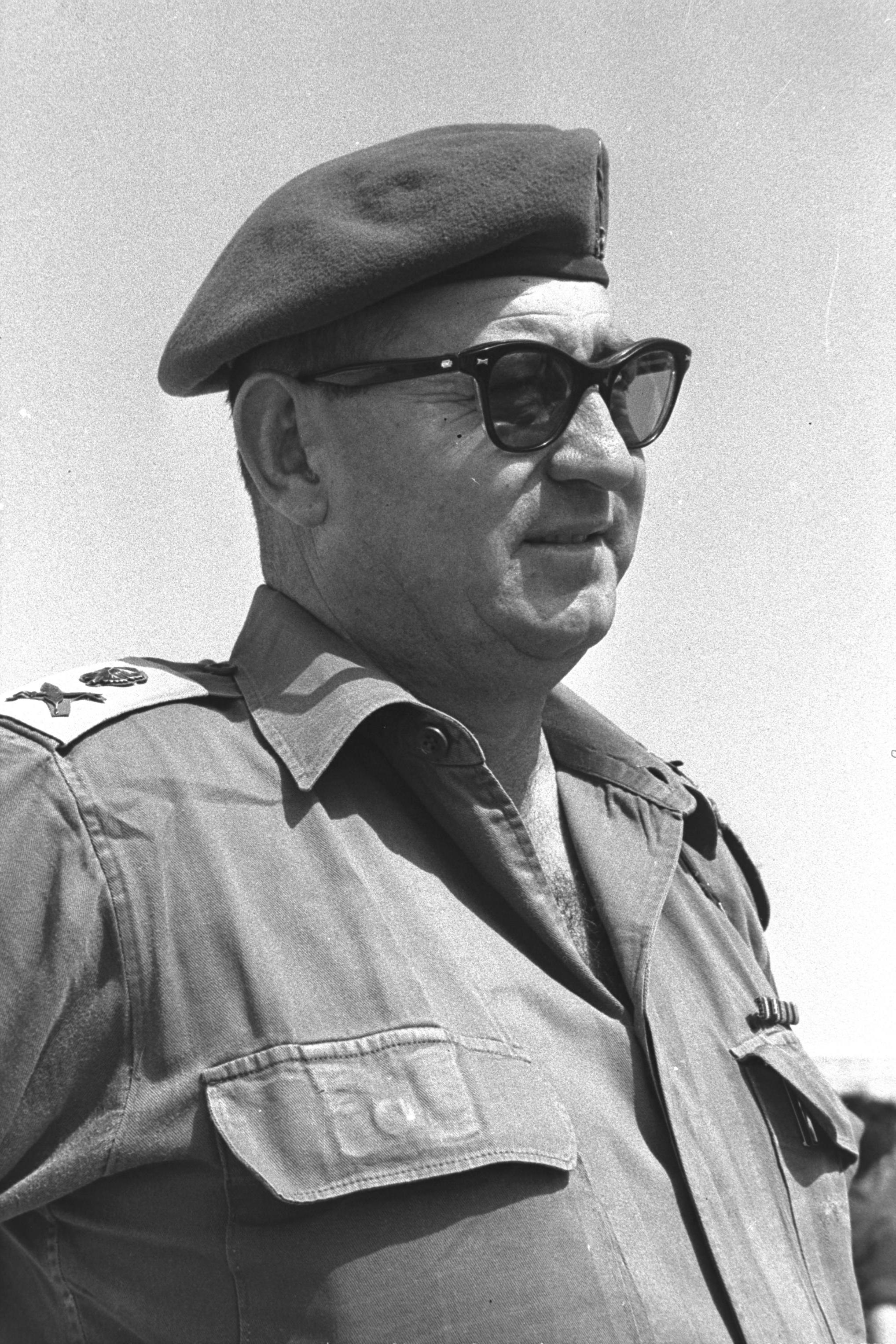
Joffe im Jahr 1960

Avraham Joffe (hebräisch אברהם יפה; * 25. Oktober 1913 in Jawneel; † 12. April 1983) war ein israelischer Generalmajor (Aluf), Knessetabgeordneter und Umweltpolitiker. Bekannt ist er vor allem für seine Rolle als Kommandeur im Sechstagekrieg.

## Leben
Avraham Joffe wurde in Mikweh Israel, der ersten neuzeitlichen jüdischen Landwirtschaftsschule in Palästina, ausgebildet. Wie viele andere Mitglieder der Hagana trat er bei Ausbruch des Zweiten Weltkriegs der britischen Armee bei. Dort diente er unter Orde Wingate. 1947 verließ er die britische Armee im Rang eines Hauptmanns (Captain). Zurück in der Hagana baute er ein Infanteriebataillon im Jordantal auf. Im israelischen Unabhängigkeitskrieg kämpfte er im Norden an der Grenze zum Libanon, später in der Golani-Brigade der Israelischen Streitkräfte und als Operationsoffizier des Regiments. Er war an der Eroberung des Tales von Bet Sche’an und Nazareths beteiligt. Am Ende des Krieges wurde er im Zuge der Operation Chiram in Nord-Galiläa im Kampf verwundet.
Nach dem Krieg verließ er die Golani-Brigade und bekam das Kommando über das 89. Bataillon der 8. Brigade. 1951 leitete er einen Kurs für Brigade-Kommandeure. 1953 wurde er Kommandeur der 9. Brigade, die er auch im Sinai-Feldzug von 1956 führte. Dabei eroberte er Scharm El-Scheich. Nach dem Krieg wurde er Kommandeur der Offiziersschule und Chef der Ausbildungsabteilung im Rang eines Generalmajors (hebräisch אלוף – Aluf) (1957–1958). Anschließend war er zwischen 1958 und 1962 Kommandeur des Südlichen Kommandos. 1962 wurde er schließlich Kommandeur des Nördlichen Kommandos.
Nach seiner Zeit in der Tzahal war er seit 1964 der erste Direktor der von ihm gegründeten Nature Reserves Authority und später ihr Vorsitzender. Außerdem gründete er den Tierpark Khai-Bar in Jotwata, in den er Tiere aus biblischen Zeiten brachte. Im Sechstagekrieg wurde er als Kommandeur einer Reservedivision für die Armee reaktiviert. Seine Division war zentral an der Sinaifront eingesetzt (zwischen den Divisionen der Generale Israel Tal und Ariel Scharon) und schaffte es, durch das Wadi Haroudin vorzustoßen, das bis dahin wegen des Sandes als für mobile Truppen unpassierbar galt. Seine Aufgabe war es, die ägyptischen Truppen im Inneren des Sinai anzugreifen. Joffe eroberte die Bir-Lafhan-Verbindung und konnte damit die ägyptische Armee vom Nachschub abschneiden, ein entscheidender Erfolg, der die Flucht großer Teile der ägyptischen Truppen auslöste.
Nach dem Sechstagekrieg schlug er eine politische Karriere ein und gründete die Bewegung für ein Großisrael, die die eroberten Gebiete annektieren wollte und eine Fraktion des sich gründenden Likud wurde. Nach dem Jom-Kippur-Krieg 1973 wurde er für den Likud in die 8. Knesset gewählt. Dort war er Mitglied im Außen- und Verteidigungsausschuss sowie im Innen- und Umweltausschuss.